# Plan-d'Aups-Sainte-Baume
 Plan-d'Aups-Sainte-Baume  (en occitano Lo Plan-d'Aups-Santa-Bauma) es una población y comuna francesa, que se encuentra en la región de Provenza-Alpes-Costa Azul, departamento de Var, en el distrito de Brignoles y cantón de Saint-Maximin-la-Sainte-Baume.

## Demografía
| 195 | 185 | 207 | 249 | 361 | 764 |
| Para los censos de 1962 a 1999 la población legal corresponde a la población sin duplicidades (Fuente: INSEE [Consultar]) |     |     |     |     |     |